# Rosenkehlsylphe
Die Rosenkehlsylphe (Polyonymus caroli) oder Breitschwanzsylphe ist ein Vogel aus der Familie der Kolibris (Trochilidae) und die einzige Art der somit monotypischen Gattung Polyonymus. Das Verbreitungsgebiet dieser endemischen Art beschränkt sich auf Peru. Der Bestand wird von der IUCN als „nicht gefährdet“ (least concern) eingestuft.

## Merkmale

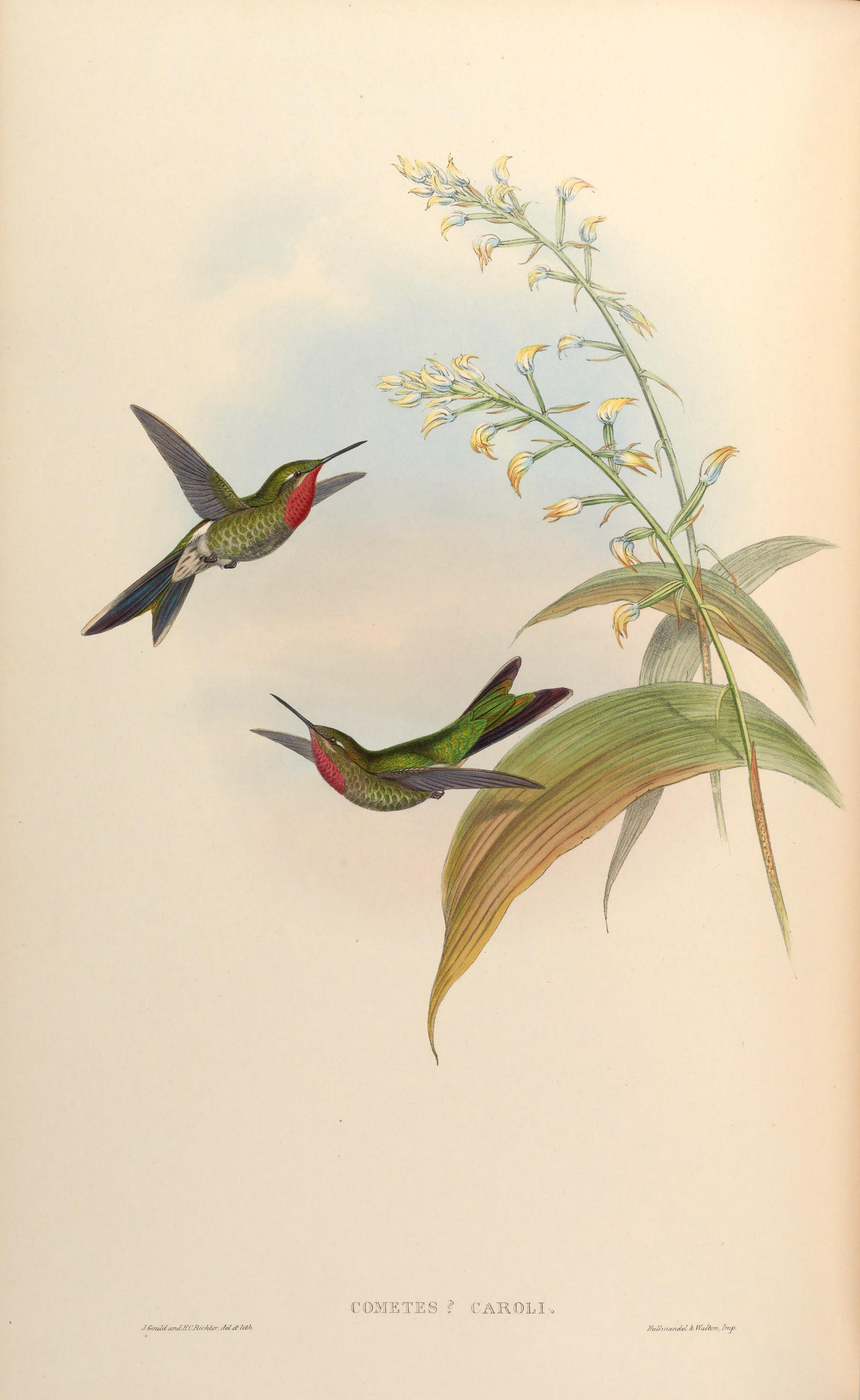
Rosenkehlsylphe ♂, Stich nach John Gould

Die männliche Rosenkehlsylphe erreicht eine Körperlänge von etwa 12,5 bis 13 cm, während das Weibchen nur ca. 11 cm groß wird. Der leicht gebogene Schnabel macht dabei 20 mm aus. Beide Geschlechter sind dunkel bronzegrün. Das Männchen hat eine rosaviolett gefärbte Kehle. Der stark gegabelte 6 cm lange Schwanz mit abgerundeten Enden ist stahlblau mit weißen seitlichen Säumen. Das Weibchen hat eine glänzend orange Kehle mit einem leicht grauen Bauch. Der etwas kürzere und weniger gegabelte Schwanz ist an den zentralen Steuerfedern bronzegrün.
Jungvögel sind blasser und auf der Unterseite mit goldenen Schuppen gefleckt, die an der Kehle ins Grünliche übergehen. Bei den männlichen Jungtieren ist die Kehle rosa gesprenkelt. Der Schwanz ist nur wenig gegabelt und deutlich kürzer.

## Verhalten
Rosenkehlsylphen sind relativ unterwürfig gegenüber anderen Kolibris der Gattungen der Veilchenohrkolibris (Colibri) und der Bergnymphen (Oreotrochilus). Sie sind sehr scheu und daher eher unauffällig in niederem dichterem Gestrüpp anzutreffen. Nektar sammeln sie unter anderem von den Blüten der Mistelgattung Phygilanthus.

## Verbreitung und Lebensraum

Verbreitungsgebiet der Rosenkehlsylphe in Peru

Rosenkehlsylphen leben an halbtrockenen, buschbestandenen Andenhängen mit dichtem Gestrüpp, dornigem Unterholz, Kakteen oder Agaven sowie kleineren Bergwäldern. Selten, aber weit verbreitet findet man sie an den Hängen der Westanden von Peru. In den Bergtälern zwischen Río Marañón und Río Mantaro sind sie in Höhen zwischen 2100 und 3400 Meten anzutreffen. In anderen Andentälern von Cajamarca bis in den Westen von Arequipa kommen sie sogar sie in Höhen zwischen 1500 und 3600 Metern vor.

## Fortpflanzung
Zur Fortpflanzung ist nur bekannt, dass die Brutzeit im November und Dezember liegt.

## Lautäußerungen
Der Ruf besteht aus einem schmucklosen schnellen Schnattern, das wie tcht bzw. tchtcht klingt.

## Unterarten
Im Moment sind keine Unterarten der Rosenkehlsylphe bekannt. Sie gilt als monotypisch.

## Etymologie und Forschungsgeschichte
Jules Bourcier beschrieb die Art unter dem Namen Trochilus Caroli. Das Artepitheton Caroli ist der Genitiv von Carolus, der lateinischen Form für Charles. Da Bourcier in der Erstbeschreibung nicht erwähnt, wem er die Art gewidmet hat, ist man auf Vermutungen angewiesen. Es könnte sich um Charles Lucien Jules Laurent Bonaparte handeln, der seinerseits Bourcier zwei Taxa widmete. Der französische Trivialname Troch. de Charles, den Bourcier verwendete, unterstützt diese These.
1863 stellte Ferdinand Heine junior die Art in die neue Gattung Polyonymus. Die Art gilt als monotypisch. Weil sie zuvor bereits den Gattungen Trochilus, Hylocharis, Calliphox, Avocettinus und Cometes zugeordnet gewesen war, entschied er sich für den Namen Polyonymus für „vielnamig“ (altgriechisch πολυώνυμος).